# Miro Allione
Pour les articles homonymes, voir Allione.
Miro Allione, né le 20 décembre 1932 à Milan, et mort à Rome le 14 janvier 2006, a été un professeur d'université et dirigeant d'entreprise italien, directeur général de STET, fondateur et président de la Stream.

## Sources